# REC
Rec (stylizowane [●REC]) – hiszpański horror filmowy z 2007 roku, zrealizowany w formie found footage. W przypadku filmu [REC] media mówiły o fenomenie dotychczasowego kina grozy, spowodowanym spektakularnością, grozą i umiejętnie budowanym napięciem.
Powstał także sequel filmu – REC 2 (2009). W Hollywood natomiast podjęto się realizacji remake'u pt. Kwarantanna, który to miał swoją premierę 10 października 2008 roku w Stanach Zjednoczonych.

## Obsada
- Manuela Velasco jako Ángela Vidal
- Ferrán Terraza jako Manu
- Carlos Vicente jako Guillem Marimon
- Vicente Gil jako policjant Adulto
- Jorge Serrano jako policjant Joven
- Maria Lanau jako matka Jennifer
- Claudia Font jako Jennifer
- David Vert jako Álex
- Carlos Lasarte jako Cesar
- Jorge Serrano jako Sergio
- Pablo Rosso jako Pablo
- Martha Carbonell jako pani Conchita Izquierdo
- Javier Botet jako Tristana Medeiros

## Fabuła
Barcelona. Dziennikarka Ángela Vidal wraz z kamerzystą Pablem realizują kolejny odcinek telewizyjnego dokumentalnego reality show pt. Kiedy śpisz. Tym razem jego bohaterami zostaje brygada strażaków. W remizie dziennikarka przekonuje się, że głównym zadaniem strażaków nocą jest spoczywanie na laurach. Po kilku nudnych ujęciach atmosfera się rozkręca – ratownicy dostają wezwanie do pewnej kamienicy, położonej w centrum miasta, z której dobiegają tajemnicze odgłosy.
Po przybyciu policjanci wyłamują drzwi do jednego z apartamentów, by dostać się do mieszkania, a wszystko sumiennie nagrywają i relacjonują Pablo i Ángela. Na miejscu rozhisteryzowana starsza kobieta atakuje niewinnego funkcjonariusza – gryzie go w kark. Wkrótce po sprowadzeniu zranionego na parter władze sanitarne oddzielają budynek od reszty świata i zabraniają zgromadzonym w nim ludziom opuszczać miejsca, w którym się znajdują, uważając, że wśród obecnych w kamienicy rozprzestrzenia się niebezpieczny wirus. Tymczasem sytuacja wewnątrz staje się coraz bardziej dramatyczna – jeden ze strażaków również ulega poważnemu wypadkowi – spada ze schodów, z wysokiego piętra. Wydarzeniom przyglądają się ze strachem zgromadzeni na dole mieszkańcy budynku. Następnie z góry zaczynają dobiegać podejrzane krzyki, na które reagują policjanci i wybierają się na piętro. Dźwięki dobiegają z mieszkania agresorki, pani Izquierdo, która tym razem w dzikim szale rusza z wrzaskiem w kierunku uwięzionych. W akcie samoobrony strzela do niej funkcjonariusz policyjny, który następnie wraz z ekipą telewizyjną poszukuje wyjścia z budynku – niestety bezskutecznie. Ángela przeprowadza wywiady z poszczególnymi mieszkańcami budynku, które filmuje Pablo. Od kilkuletniej Jennifer dowiaduje się o chorobie jej psa, Maksa, który trafił do weterynarza.

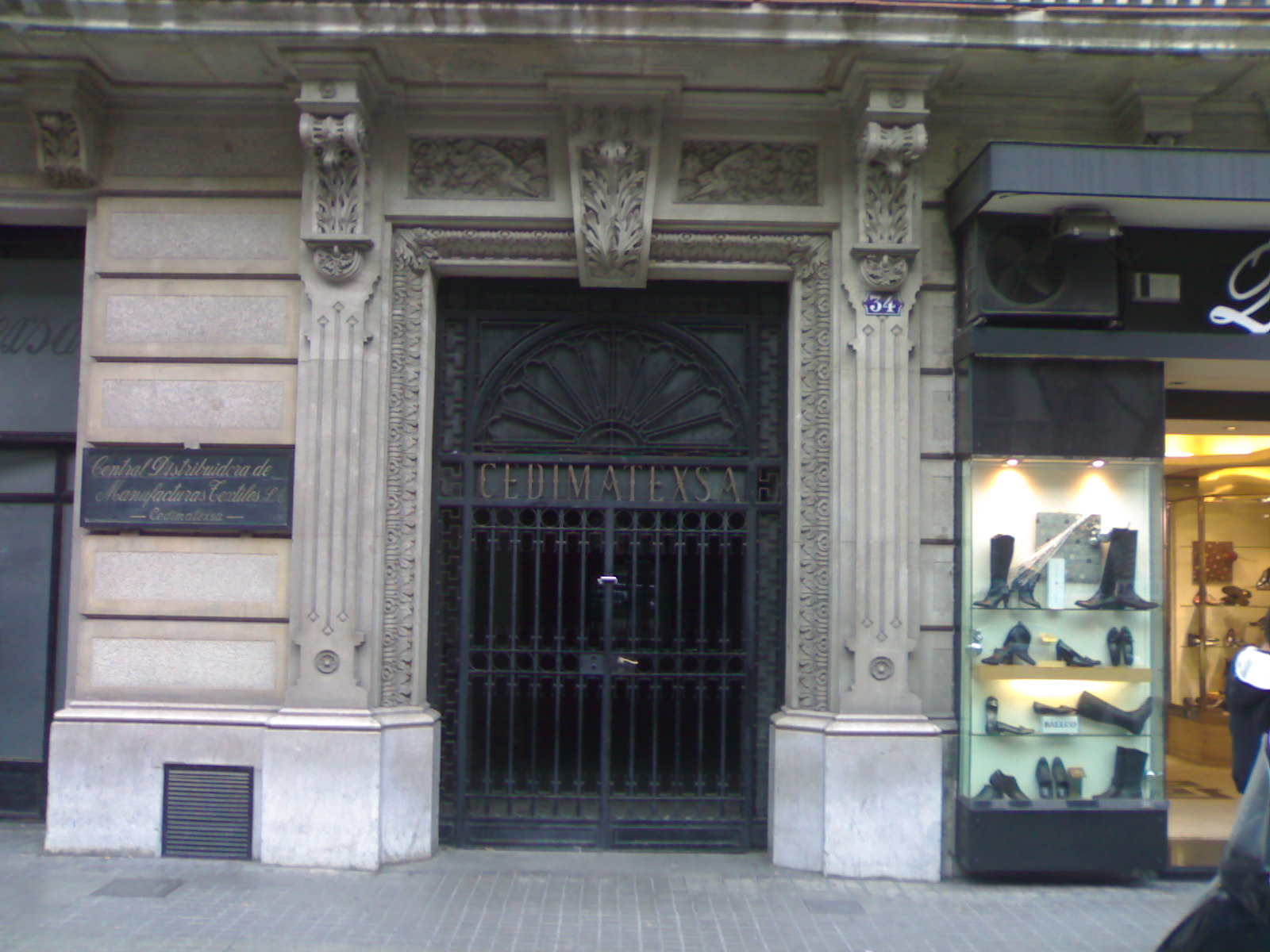
Budynek przy ulicy Rambla de Catalunya w Barcelonie, gdzie powstawały zdjęcia do filmu

Do kamienicy zostaje wpuszczony jeden z pracowników inspekcji sanitarnej, którego zadaniem jest między innymi zbadanie stanu poszkodowanego w apartamencie pani Izquierdo policjanta. W trakcie wykonywania polecenia policjant zaczyna zachowywać się w ten sam sposób, co Izquierdo – rzuca się na wolontariusza. Zgromadzeni w pobliżu więzią policjanta w jednym z pomieszczeń, by uniknąć ataku z jego strony. Mieszkańcy, grupa ratowników oraz Ángela i Pablo żądają od członka inspekcji sanitarnej, by wyjaśnił im, dlaczego zostali poddani kwarantannie. Informuje on ich o śmiertelnym wirusie, który rozprzestrzenia się w budynku i najprawdopodobniej przyczynia się do uczynienia z zainfekowanych krwiożerczych postaci. Podejrzenia wzbudza pies Jennifer. Inspektor informuje pozostałych uwięzionych, że w klinice weterynaryjnej pies zaczął zachowywać się agresywnie i został uśpiony. Spokojna dotąd Jennifer wymiotuje krwią na swoją matkę i ucieka na piętro. Jej matka rusza za nią w pogoń, lecz zostaje odciągnięta i przykuta kajdankami do poręczy schodów. W ciągu kolejnych minut filmu kolejni mieszkańcy zostają zainfekowani, a Ángela, Pablo i garstka ocalałych zostają zmuszeni do walki z nimi. Ostatecznie przy życiu pozostają jedynie dziennikarka i jej kamerzysta, z kolei zwłoki wcześniej wyeliminowanych zaczynają powracać do „życia” i gonić ich.
Po emocjonującej ucieczce przed wszystkimi obecnie zarażonymi towarzyszami Ángela i Pablo trafiają do mieszkania na strychu, którego właściciel, według jednego z mieszkańców, rzadko w nim bywał. Tam dowiadują się, że mieszkający w nim doktor przez lata prowadził badania nad uprowadzoną dziewczynką, której przypisywano opętanie. Jest ona najprawdopodobniej pierwotnym nosicielem wirusa i ostatecznie w przerażającej postaci pojawia się na miejscu akcji. Ángela i Pablo kryją się w ciemnościach, a poczynania kreatury obserwują w ciszy dzięki noktowizorowi kamery. Przy próbie opuszczenia lokum zostają nakryci przez dziewczynę, która w efekcie zaczyna ich gonić. Dopada Pabla i morduje go, a kamera upada na podłogę. Ángela podnosi ją i zaczyna uciekać lecz przewraca się i upada. Zaczyna wić się po podłodze w jej poszukiwaniu lecz ta pozostaje niewidoczna. W pewnym momencie dziennikarka słyszy odgłosy kreatury – zostaje następnie zaciągnięta przez nią od tyłu, a kamera rejestruje jej ostatni krzyk.

## Opinie
(...) Jaume Balaguero i Paco Plaza wykorzystali narzuconą przez siebie formułę w oryginalny i bardzo realistyczny sposób, dzięki czemu z miejsca zostawili konkurencję (w postaci takiego choćby „Cloverfielda”) daleko w tyle. A jednocześnie udało im się zrobić film na tyle krótki, by ta formuła nie zaczęła widza nużyć. Jak na horror nakręcony w modnej ostatnio konwencji „jeden świadek strasznych wydarzeń nagrywa wszystko swoją kamerą”, „[REC]” jest naprawdę dobry. (...) „[REC]” jest horrorem mocno kameralnym, jego akcja dzieje się właściwie w jednej kamienicy, na przestrzeni jednej nocy, a reakcje uczestników zdarzenia na zaistniałe sytuacje są wiarygodne. (...) Środki, jakich użyto do straszenia są dość mało subtelne i niezbyt wyszukane, ale na szczęście zdają egzamin (...)

(...) Parze hiszpańskich reżyserów udało się to, czego od jakiegoś czasu nie potrafią dokonać amerykańscy, ani nawet japońscy twórcy horrorów. „[Rec]” przyprawia o palpitacje serca. (...) Muszę jednak wyraźnie podkreślić, że fabuła „[Rec]” jest mało skomplikowana. Ot, zlepek motywów z horrorów i telewizyjnych newsów. (...)

## Sequele
Gdy jeszcze pod koniec 2007 roku sukces filmu przypieczętowywały nagrody i nominacje, w Hiszpanii zapowiedziano realizację sequela. Wkrótce pojawił się teaserowy poster kontynuacji. Zdjęcia do filmu rozpoczęły się 10 listopada 2008 w Barcelonie. Ekipa filmowa liczyła sobie większość twórców pierwszej części RECa, wśród nich reżyserów i scenarzystów, Jaumego Balagueró i Paco Plaza. Zaplanowano, że film ma kontynuować wątek z pierwowzoru, a akcja ma przenieść się o godzinę do przodu od sceny finałowej. Światowa premiera filmu odbyła się 2 września, natomiast polska − 6 listopada 2009 roku. Rolę główną powtórzyła Manuela Velasco, a w produkcję zaangażowano również Pepa Molina oraz Jonathana Mellora.
W 2012 wydany został film REC 3: Geneza, a dwa lata później − REC 4: Apokalipsa.

## Nagrody

### 2008
- Silver Scream Award w kategorii najlepszy film
- CEC Award (2 nominacje – najlepszy montaż i najlepszy nowy artysta – Manuela Velasco)
- Best European/North – South American Film (najlepszy film, II miejsce) i Fantasia Ground-Breaker Award (najlepszy film, II miejsce) podczas Fant-Asia Film Festival
- Audience Jury Award (najlepszy film) i International Fantasy Film Award (najlepszy film) podczas Fantasporto
- 2 nagrody (najlepszy montaż, najlepsza nowa aktorka) i nominacja (najlepsze efekty specjalne) do nagrody Goya
- Audience Award (najlepszy film), Special Jury Prize (najlepszy film, wspólnie z Teeth) i Youth Jury Grand Prize (najlepszy film) podczas Gérardmer Film Festival
- Newcomer Award podczas Spanish Actors Union (rola Manueli Velasco)
- Nagroda Specjalna podczas Turia Awards (najlepszy film)

### 2007
- Nagrody w kategoriach najlepszy film, najlepsza aktorka (Manuela Velasco), najlepszy reżyser podczas Sitges – Catalonian International Film Festival